# Valdoraptor
Valdoraptor là một chi khủng long, được Olshevsky mô tả khoa học năm 1991.